# Obča enciklopedija Jugoslovanskega leksikografskega zavoda
‎
Obča enciklopedija Jugoslovanskega leksikografskega zavoda (srbohrvaško Opća enciklopedija Jugoslavenskog leksikografskog zavoda) je bila enciklopedija, ki jo je v letih 1955-1988 pod uredništvom Josipa Šentije v hrvaščini izdajal Jugoslovanski leksikografski zavod (JLZ) iz Zagreba. V tem času je bil do svoje smrti direktor JLZ Miroslav Krleža.
Izšle so tri izdaje:
- prva, v 7 zvezkih, 1955-1964
- druga, v 6 zvezkih, 1966-1969
- tretja, v 8 zvezkih, 1977-1982 z dopolnilnim devetim zvezkom leta 1988.